# Alain Galan
Pour les articles homonymes, voir Galan.
Alain Galan, né le 24 octobre 1954 à Brive, est un écrivain et journaliste français.

## Biographie
Après une enfance dans les bois et des études au lycée de Brive puis à l’université de Limoges, Alain Galan publie ses premières chroniques en 1973 dans la revue Le Miroir du Centre avant d’entreprendre, en 1974, à La Dépêche du Midi où il est nommé journaliste professionnel, puis à La Montagne, une carrière dans la presse (1974-2015).
Écrivain de la nature, il mène depuis 1979 un travail artisanal avec des romans de paysage (Bordebrune, Parcellaire), en exergue desquels il cite volontiers le Walden de Thoreau. À travers la plupart de ses livres, il tente de renouer une relation étroite entre peinture et écriture (Le Dernier Pays avant l’hiver, Lisières limousines) ou d’exprimer sa complicité avec le silence des bêtes (Feu de feuilles, Louvière, L'ourle),,,,.
Biographe, il est l’auteur d’un essai consacré à Colette, baronne en Corrèze, citoyenne au Palais royal, paru en 2003 à la veille du cinquantenaire de la mort de l’auteur du Blé en herbe.
Journaliste, il collabore (ou a collaboré) à de nombreuses publications parmi lesquelles Les Magazines de France, Le Monde, La Croix, La France agricole, Le Magazine littéraire, Le Moniteur des travaux publics et du bâtiment, etc. D’octobre 1992 à janvier 2015, il a été billettiste pour les différents titres du groupe de presse La Montagne Centre France,.

## Œuvre

### Romans et récits
- Bordebrune, éd. Pygmalion, 1982[15]
- Parcellaire, éd. Pygmalion, 1985
- Le Dernier pays avant l’hiver, éd. Pygmalion, 1995
- Feu de feuilles, éd. Pygmalion, 2000
- Louvière, éd. Gallimard, 2010
- L'ourle, éd. Gallimard, 2012
- À bois perdu, éd. Buchet-Chastel, 2014
- Peau-en-poil, éd. Buchet-Chastel, 2016
- Chafouine, éd. Buchet-Chastel, 2018
- La résurgence, éd. Les Amis de Plein Chant, 2020
- Sommeil d'ours, éd. Le temps qu'il fait, 2021
- Battue à l'abîme, éd. Le temps qu'il fait, 2025.

### Chroniques et essais
- Au marché de Brive-la-Gaillarde, éd. Dessagne, 1979
- Burons que vent emporte, éd. Dessagne, 1979
- Bistrots de pleine terre, éd. Résonances, 1981
- Le Retour de Rastignac, éd. Pygmalion, 1981
- Bords de Vienne (avec des photographies de Roger Vulliez) éd. Souny/Aubéron, 1990
- La Carafe à goujons et autres objets étonnants utiles à la petite pêche (illustré par Charles Gaidy) éd. Souny, 2001
- Lisières limousines[16] (avec des photographies d’Emmanuel Ciepka) éd. Souny, 2006
- De la machine à appointir les crayons, éd. Plein chant, 2007

### Poésie
- Poèmes tirés à part, éd. L’Atelier d’Alain Sanchez, 1976-1978
- Les Essartages, éd. La Barbacane, 1982

### Biographie
- Colette, baronne en Corrèze, citoyenne au Palais royal[17], éd. Souny, 2003

### Contes et nouvelles
- Le Mas de la camarde in Le miroir du Centre, no 75, décembre 1973
- L’Été du petit cheval in Analogie, septembre 1985
- Entre le bœuf et l’âne gris in Centre France, 25 décembre 1992
- La Bibliothèque du Père Noël in Centre France/La Montagne, 26 décembre 1993)
- Les Pommes d’or de frère Clément in Centre France, 25 décembre 2005)
- La saison a tourné  in  Vorace  n°1, été 2021.

### Ouvrages collectifs
- Aux vents d’Auvergne (sous la dir. de Patrick Cloux), éd. du Miroir, coll. « Passé présent », 1998
- Le Paysage, sauvegarde et création (sous la dir. de Gilbert Pons), éd. Champ Vallon, 1999
- Tombeau de Gilles Deleuze (sous la dir. de Yannick Beaubatie), éd. Mille sources, 2000
- Marcelle Delpastre (sous la dir. Jan dau Melhau), éd. Plein chant, 2001

### Autres publications
- « Un troubadour en colère » in Jan dau Melhau, poète paysan-païen, éd. Auteurs en scène, Les Presses du Languedoc, octobre 2001.
- « Les frères Chadourne, écrivains voyageurs du bout du monde », in Cahiers Robert Margerit, 2008
- « 13, rue de Genève », in Histoire de Limoges de Laurent Bourdelas, Geste Editions 2014, 2019.

### Études critiques
- Paule Petitier, « Les animaux du jadis, aujourd’hui ; le retour du loup – Louvière d’Alain Galan », (université Paris-Diderot -2011)
- Bishupal Limbu, « Animal interruptions ; face to face: interrupting the self in Alain Galan’s Louvière » (Portland State University -2011)
- Laurent Bourdelas a consacré différentes critiques à l'œuvre d'Alain Galan, sur son blog, sur RCF Limousin et sur France Bleu Limousin. Il le cite également dans son ouvrage Du pays et de l'exil - Un abécédaire de la littérature du Limousin, Les Ardents Éditeurs, 2008
- Luc de Goustine, Alain Galan, un drôle d'animal, France Catholique, 16 février 2018
- Géraldine Booter, Alain Galan, Chafouine, Etudes, mai 2018
- Jean-Claude Lebrun, Alain Galan, réalisme magique, L'Humanité, 15 février 2018
- Jérôme Garcin, Un ours bien léché. ''Sommeil d'ours'' par Alain Galan, L'Obs n°2977, 11 novembre 2021
- Marc-Olivier Parlatano, Alain Galan, la tentation de l'ours, Le Courrier de Genève, 3 décembre 2021
- Xavier Houssin, L'ours et les rêves. Et Alain Galan de raconter un apprivoisement, Le Monde, 17 décembre 2021
- Jérôme Delclos, Narcisse aux alouettes. Un fascinant miroir par Alain Galan, Le Matricule des anges n° 263, mai 2025
- Jean-Luc Terradillos, Alain Galan, fulmination contre l'air du temps, L'Actualité Nouvelle Aquitaine n° 140, Eté-Automne 2025